# 拉維尼亞縣

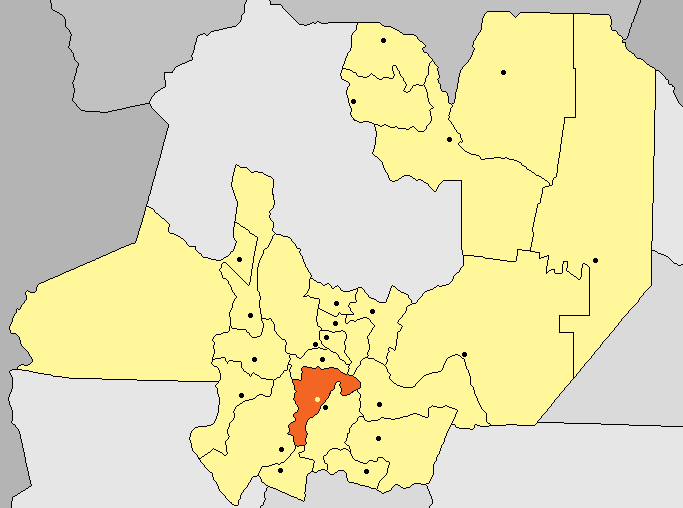

25°28′5″S 65°33′55″W / 25.46806°S 65.56528°W
拉維尼亞縣（西班牙語：Departamento La Viña），是阿根廷的縣份，位於該國西北部薩爾塔省，首府設於拉維尼亞，面積2,152平方公里，該地區的地震活動頻繁和低強度，2010年人口7,435，人口密度每平方公里3.45人。